# Juan Carlos Pereira Luis
Juan Carlos Pereira Ruiz (Valladolid, 3 de setembre de 1968) és un exfutbolista castellanolleonès, que ocupava la posició de davanter.

## Trajectòria
Va debutar a primera divisió amb el Reial Valladolid a la campanya 91/92, en la qual hi va disputar dos partits i va marcar un gol.